# 산타크루스시

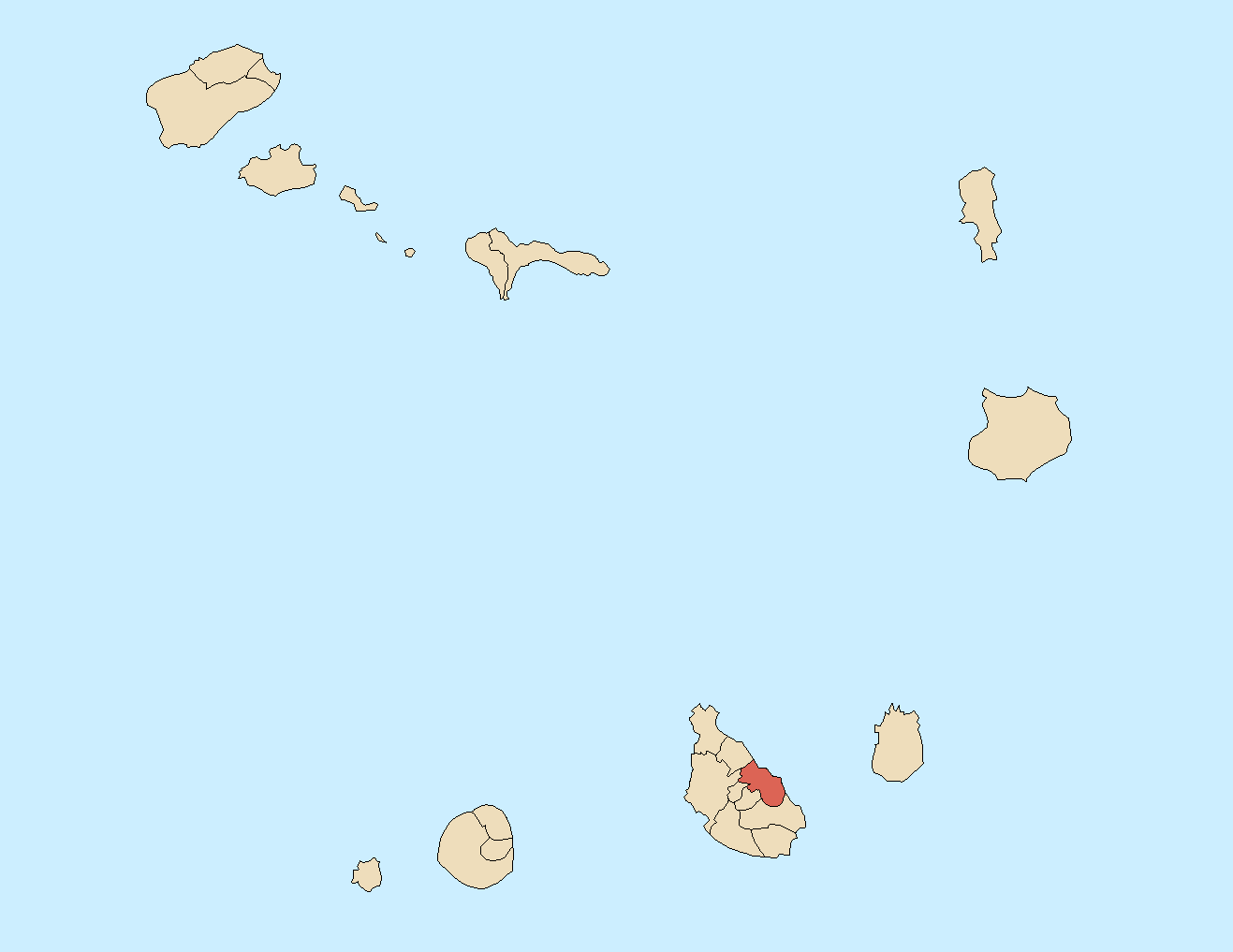
산타크루스시의 위치

산타크루스시(포르투갈어: Santa Cruz)는 카보베르데를 구성하는 22개 지방 자치체 가운데 하나로 산티아구섬 동부에 위치한다. 행정 중심지는 페드라바데주이며 면적은 112.2km2, 인구는 26,585명(2010년 기준)이다. 1개 교구(산티아구마이오르(Santiago Maior) 교구)를 관할한다.